# Історія Теребовлянського району

## Середньовіччя

### Княжа доба
Ярослав Мудрий ще за життя розділив у 1054 році державу між синами і внуками на частини. Територія сучасного Теребовлянського району була передана під владу Ростиславу. Після його смерті Галичина поділилалася між трьома синами: Володарем, Рюриком і Васильком, який і став княжити в Теребовлі. Після смерті Рюрика у 1092 році до володінь Василька також переходить Галич. Невдовзі Василько укріпив свої позиції і перетворив Теребовлянщину на міцну твердиню. До Теребовлянського князівства в той час також входили: горішнє (північне) Придністров'я, Галицьке Поділля, і середнє Подністров'я, а також Галицьке Пониззя на південному сході, що в той час було майже незаселеним. Князь Василько за часу свого правління починає колонізацію в напрямку чорного моря. Це заклало основу для подальшого створення Берладського князівства. У подальших планах Василько думав укріпити західні рубежі Київської Русі і разом з братом Володарем організувати похід на Польщу, стримати польську експансію, перевести бойові дії на територію Польщі.
У жовтні 1097 року з ініціативи князя Василька був скликаний Любецький княжий з'їзд-сейм, за яким було домовлено межі різних князівств. Проте умови цього сейму багато князів відмовились виконувати і невдовзі волинські князі: спочатку Ярополк, а після його смерті Давид Ігоревич почали засіхати на Галичину.
За часів князювання Василька Теребовля досягла найбільшої своєї могутності і розквіту.За його правління Теребовлянщина перестала бути Київською провінцією.
Після осліплення Василька і його смерті 1124 року залишилося його два сини Юрій і Іван. Крім того, залишилися спадкоємці збоку брата Василька — Володимира: Ростислав і Володар. Більшість істориків вважають, що Теребовлянські терени залишилися за Іваном Васильковичем. Але у 1141 році він помирає і всі землі Теребовлянського князівства переходять до Володимирка.
У 1142 році між Володимирком і Всеволодом з Києва відбувся конфлікт, який призвів до війни. Війська Всеволода йшли через Волинь і зупинилися під Теребовлею, у той час як Володимир вирушив на зустріч і вчасно зупинив ворожі війська на обидвох берегах Серету, пробуючи перехитрити один одного. Але до кровопролиття не дійшло. Відвівши свої війська під Звенигород, Василько вирішив цю проблему дипломатично.
Після смерті Ярослава у 1153 році спадкоємцем залишився одинокий Ярослав, прозваний Осьмомислом. Цей князь спромігся укріпити західні кордони Галичини. Він все життя вів нещадну боротьбу з азійськими ордами половців. На перших порах, після смерті батька він покірно ставився до київських князів, але київський князь не заспокоївся, крім того він прагнув повернення собі Погорини. Через це між двома князівствами знову спалахує війна. На допомогу Ізяслав покликав собі на допомогу прихильних князів і чорних клобуків (печенігів та торків, що покинули кочове життя і осіли над рікою Россю).
Після смерті Ізяслава Мстиславовича 1154 року відносини між Галичиною і Києвом покращились.
Після смерті Володимира, князя Теребовлянського 1199 року на княжому престолі остаточно утвердився волинський князь Роман Мстиславович, який невдовзі об'єднав обидва князівства у Галицько-Волинську державу.
Невдовзі на територію Тернопільської області починають насувати татаро-монгольські орди. Через постійні чвари і незгоду князі не могли домовитись між собою і через те швидко були знищені азійськими військами. Лише Данило Галицький зумів відвести татар далі на схід, щоб вони перестали руйнувати міста Галичина і грабувати їх.
Після смерті Мстислава Теребовлянщина переходить до його племінника Юрія Львовича. Його сини Андрій і Лев — останні нащадки роду Романа по чоловічій лінії, ще правила деякий час. Після них правили останні нащадки по жіночій лінії — Болеслав, Юрій і Любарт-Дмитро. На цьому династія Галицько-Волинського князівства закінчується, як і Галицько-Волинська держава, після чого вона переходить під владу польського короля Казимира Великого.

### Польсько-литовський період
У 1340 році польський король Казимир Великий захопив Галичину і велику частину інших земель Західної України. Теребовля стала прикордонним містом Польського королівства, а після смерті Казимира перейшла під владу Угорщини аж до 1390 року.
Теребовляни, що опинилися під владою Польщі спочатку брали участь у господарюванні, і навіть в польських походах, особливо проти татарських орд та хрестоносців. Так, в 1410 році в Грюнвальдській битві між польсько-литовською армією і військами тевтонського ордену прославився героїчними подвигами теребовлянець Бартош Головацький зі своїм загоном.
Згодом король Ягайло в нагороду за подвиги дав Б. Головацькому диплом на право розбудови міста Теребовлі на лівому березі річки Гнізна — Нової Теребовлі та звільнення від податків.
У 1425 році для поширення католицизму в Теребовлі було створено латинську школу і було взято на утримання існуючий тут костел за рахунок податків, зібраних з сусіднього села Плебанівки. Теребовля тоді мала маґдебурзьке право, яке мало «клязулі», що різко обмежували права православних. Окремі галицькі феодали перехрещувалися на католиків.
Теребовля, як відомо, знаходилася на кордоні Польщі, а тому крім економічного і політичного гноблення, вона часто першою зазнавала важких спустошливих нападів татарських і турецьких орд. Так, в 1453 році татари дощенту пограбували околиці Теребовлі, але того разу вони зазнали поразки. Невеликий загін кіннотників і піхотинців під керівництвом Івана Ляща несподівано напав на татар, розгромив їх і визволив усіх полонених.
У 1508 році, під час чергового нападу на Теребовлянщину, татари захопили багато полонених і в селі Підгайчики замучили їх. Саму Теребовлю зруйнували так, що окремі уряди довелося перенести до Бучача. 15 березня 1515 року двотисячний загін татар, в черговий раз, раптово напав на місто. Але гетьман коронного руського війська з Бучача Ян Творовський з 700 кіннотниками перехопив ініціативу і вибив супротивника з міста.
В цей час теребовлянці терпіли утиски не лише від татарської орди і польської шляхти, не менш свавільно вели себе й інші сусіди. У 1498 році на Теребовлю напав молдовський господар Стефан Великий. Він страшно зруйнував Теребовлю, помордував людей. Як описує молдовський історик 17 століття ст. Грегор Урике, Стефан Великий взяв тоді в полон понад 10 тисяч українців і поселив їх в Молдові. Так, за його життя, у 18 столітті, українська мова тут була дуже поширеною.

## Нові часи

### Козацька доба

#### Теребовлянське повстання
Після того, як в Україні розпочалася Визвольна війна під проводом Богдана Хмельницького проти польського панування, до цієї революції долучилося і населення Теребовлянщини. Ця земля стала центром руху в усій Західній Україні. Проте, теребовлянська шляхта в більшості вела себе безпечно і впевнено, оскільки надіялася на міцність укріплень і фортець. В цей час шляхта, проте, почала готуватися до повстання.
А тим часом кількість повстанців постійно зростала. Після поразки польської армії під Пилявцями і зростання народного руху шляхта, що залишилася ще на Теребовлянщині, в паніці покидає місто. Першими втекли католицькі ченці-кармеліти, а за ними вся польська знать.
Вже на початку жовтня 1648 тут діяв загін, що нараховував 2 тисячі повстанців, які поділялися за козацьким звичаєм на сотні та відділи. Було організовано п'ять сотень. Сотниками обрано Федора Бориславського, Яцька Великого, Івана Рудого, Швеця Купріяна, а хорунжим був Василь.
Правдоподібно повстанцями керував голова міста Іван Крипський. В місті пройшли вільні вибори, обрано міське самоврядування, старосту міста, яким став Іван Лавринів.
Теребовлянське повстання, за свідченнями багатьох істориків було найгрізнішим в період національно-визвольної війни в Галичині і Волині. З часом до повстанців приєдналися селянські загони з сіл усієї Теребовлянщини. Воно перекинулося на сусідні села від Теребовлі : Підгайчики, Довге, Янів, Буданів, Ласківці та інші. В Підгайчиках, об'єднавшись з місцевим селянським загоном, пограбували фільварок, повністю знищили садибу шляхтича Станіслава Бєліцького і інших шляхтичів. У Янові — замок, костел і фільварок пана Габрієля Замєховського та надвірного шляхтича Юрія Блажовського, повстанці повністю знищили майно і розграбували.
У селах Варваринці, Різдвяне, Дарахові, Соснові, Соколові було розграбовано фільварки, замки, панські двори. Про це свідчить скарга пана Конєцького на дараховських, струсівських, варваринських селян від березня 1649 року та Блазновського від 10 квітня 1649 року. В Соколові повсталі селяни знищили замок Патронелі Вільчинської, а майно розділили між собою.
Тепер тут діяв легендарний Максим Кривоніс. Під його керівництвом стали організовуватися великі селянські постанські загони. Повстанці розгромили маєток пана Осмольського: 45 корів, 60 телят, 300 овець і все інше майно за вказівкою М. Кривоноса було роздане селянам Слобідки.
Проте після того, як Богдан Хмельницький повернувся до Києва і визвольний рух на Заході України послабився, на Галичину і Поділля у супроводі каральних загонів почали повертатися польські поміщики. Почалися жорстокі розправи, слідство, суди, трибунали. Повстанців, що не належали ні до козаків, ні до опришків засуджували до смертної кари: їх вішали, четвертували, розвішували на хрестах вздовж центральної дороги від Теребовлі до Хоросткова.
Міста і села сплачували шляхті великі відшкодування. Почалася масова полонізація. Села почали заселятися поляками та євреями.

### Опришківський рух
Опришківський рух на Теребовлянщині набув особливого розмаху після відходу Богдана Хмельницького. Польська шляхта поверталася в села і дуже жорстоко розправлялася з теребовлянськими селянами і особливо з повстанцями. Ті, що не відійшли з козаками на Січ, були знищені.
Частина вояків, котрі брали участь у Теребовлянському повстанні, стали ядром опришківського руху. Великого розмаху він набув на Теребовлянщині у 1654 році.
Опришки переважно нападали на поміщицькі маєтки, грабували і палили їх, а майно, за переказами, віддавали бідним. Через це налякана шляхта в Галичині 12 травня 1656 року надсилає інструкцію послам до сейму, щоб доповісти уряду про ріст опришківського руху. Але цей акт пройшов безслідно.
Другий спалах опришківського руху на Теребовлянщині вибухнув 1656 року. Польський король Ян Казимир навіть звільнив шляхту від призову на фронт у зв'язку з великим опришківським рухом у Галичині, але й це не дало помітних результатів. Теребовлянські опришки в той час нападали на фортецю, чим викликали великий переполох серед місцевої шляхти. Проте шляхта починає організовувати каральні загони, спеціальні сеймові засідання, конференції та інші заходи, які проте мало впливають на перебіг подій.
У 1670-х-1790-х на Галичині діяли одночасно кілька загонів опришків, які співпрацювали з молдовськими повстанцями. Один з таких загонів під керівництвом Сулименка 1685 року з'явився на околицях Теребовлянщини і захопив Буданів. Через це 20 червня 1698 року шляхта скликає крайову конференцію. Керівництво військовими силами шляхти взяв на себе Йосип Потоцький, дуже жорстокий магнат. Але опришківський рух не втихомирився, а навпаки розвинувся з ще більшою силою.
Загони опришків діяли на території Західної України до середини 19 століття. На Теребовлянщині він припинився раніше.

## Новітні часи

### Перша світова війна
Наближається Перша світова війна. В Сараєво, в червні 1914 року був убитий спадкоємець австрійського престолу Франц Фердінанд. Австрія запідозрила в цьому Сербію і оголосила їй війну. За Сербію заступилась Росія, що привело до Першої світової війни. Було ясно, що в цій війні буде вирішуватися доля українського народу. І тому галицькі українці звернулись до уряду Австро-Угорщини за дозволом сформувати легіон Українських Січових Стрільців. Уряд дав дозвіл, молодь почала зголошуватись до українського стрілецтва для збройної розправи з москалями.
У першу чергу набирали інтелігентну молодь — студентів, вчителів. За офіційними даними добровольцями в УСС зібралось 25 тисяч чоловік. На заклик Головної Української Ради і Української Бойової Управи у кожному повітовому містечку були створені повітові комітети з набору і формування УСС. У Тернополі набір проводив С. Чумак, в Бережанах — Т. Старух, в Чорткові — І. Косак. Перший полк УСС був сформований в серпні 1915 р. Ледве навчившись вправно орудувати зброєю, стрільці відправлялись на фронт, бо москалі вже у вересні захопили всю Галичину. Вперше УСС пройшли бойове хрещення на горі Маківка. Тут полягло смертю хоробрих 42 бійці і 76 було поранено. Але ворог все-таки відступив. Бої йшли за Болехів, Галич. Далі російські війська відступили на Поділля. Влітку 1915 р. запеклі бої проходили з участю УСС на річці Золота Липа. 29 серпня 1915 р. вони розгорнулися на горбах між селами Гайворонка і Бурканів. Незважаючи на опір російської армії, УСС вийшли до річки Стрипа.
14 вересня 1915 р. головні бої розгорілися в районі Соколова і Соснова. Саме завдяки мужності і героїзму УСС ворог змушений був відступати від Стрипи. Чотирикутник смерті протримався до 3 листопада. Найзапекліші бої були за Семиківці 2 листопада, двічі село переходило з рук в руки. Мужністю уславили себе сотні Дмитра Вітовського, Андрія Мельника, Йосипа Яремовича, Зенона Носківського. Вперше бойове хрещення тут пройшла група нового поповнення, що прибула напередодні бою. Згодом припинилися воєнні дії. За ліквідацію Семиківського прориву дорого заплатили найкращі сини України — Січові Стрільці: 49 убитих, 168 поранених, 157 полонених із 1700 стрільців, які були у Першому полку УСС станом на 28 жовтня1915 р. Семиківці стали третім після Маківки та Болехова військовим подвигом УСС, великою подією у відроджені української держави.
Навічно залишились лежати над Стрипою і Золотою Липою, на Лисоні, під Болеховом і інших місцях вихідці з Теребовлянщини, які відали своє молоде життя за волю і незалежність України. Це: 
Гриць Фаріон 1899 (село Бенева), Дмитро Бочан 1894 (село Гайворонка), Луць Бочан 1894 (село Гайворонка), Остап Кухтяк 1898 (село Гайворонка), Василь Онисько 1897 (село Гайворонка), Петро Стечишин (село Глещава), Павло Микитин 1897 (село Зарваниця), Федір стець 1896 (Зарваниця), Ваврик Гнідий 1888 (село Котузі), Василь Грачук 1898 (село Острівець), Дмитро Магній 1896 (село Раховець), 
Євген Цісик 1897 (село Різдвяни), Микола Процишин 1898 (село Соснів), Зенон Яворський 1895 (місто Теребовля), Степан Гірняк  1892 (село Вишнівчик), Ілько Бочан 1897 (село Гайворонка), Стах Бочан 1897 (село Гайворонка), Тома Машталір 1897 (село Гайворонка), Степан Стечишин 1894 (село Глещава), Лев Камінський 1895 (село Дарахів), Петро Сагайдачний 1897 (село Зарваниця), Теодозій Яворський 1894 (село Ілавче), Гриць Дрозда 1898 (село Кровинка), Іван Замлинський 1893 (село Раковець), Олекса Заболоцький 1893 (село Різдвяни), Омелян Гапій 1894 (село Сапова), Євген Филинський 1896 (місто Теребовля).